# Velogemel

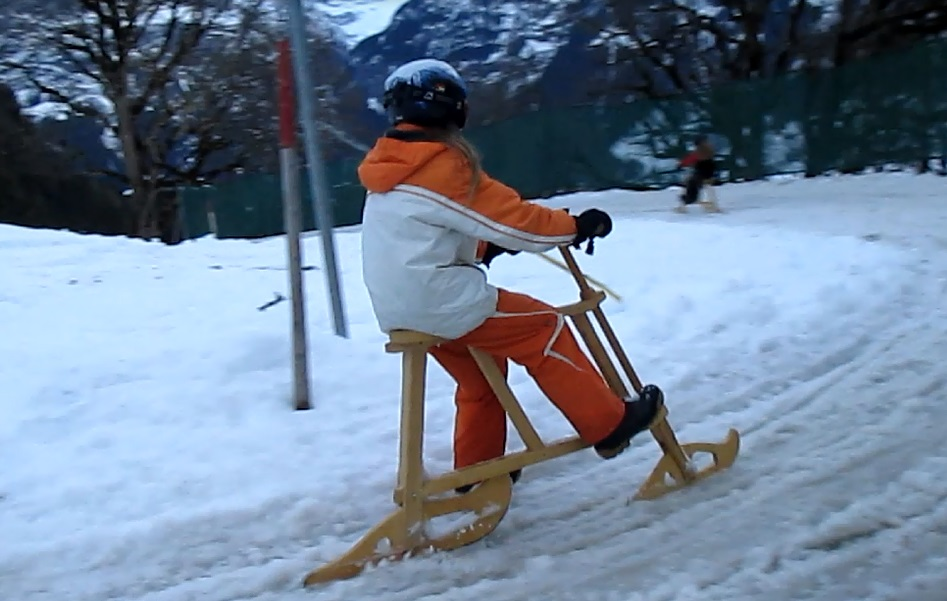
Ein Kind auf einem Velogemel

Ein Velogemel ist ein dem Fahrrad nachempfundener Sportschlitten, mit dem Pisten und schneebedeckte Strassen befahren werden können. Das Gefährt erlaubt schnelle Fahrten in bequemer Position.
Der Name ist eine Kombination der Wörter Velo (Schweizerdeutsch für Fahrrad) und Gemel, dem Grindelwalder Dialektwort für Schlitten.

## Bauweise
Ähnlich dem Fahrrad besitzt der Velogemel einen Rahmen mit Sattel sowie einen daran nicht fest montierten Lenker. Im Unterschied zum Fahrrad verfügt der Velogemel über zwei Kufen (anstelle der Räder), die ein Gleiten über Schnee erlauben.
Der Velogemel wird heute noch in Handarbeit hergestellt. Als Material wird meist Holz verwendet: Eschenholz für Rahmen und Kufen, Ahornholz für Lenker und Sattel. Wie bei modernen Fahrrädern kann das Holz auch durch Metalle ersetzt werden.

## Technik
Der Velogemel wird wie ein Fahrrad mit der Lenkstange gesteuert. Die Füße dienen zur Stabilisierung sowie zum Bremsen, können aber auf flachen Strecken wie beim Laufrad auch zum Schieben verwendet oder bei idealer Fahrt auf Fussrasten gestellt werden. Die Oberflächen der Kufen sind aus Stahlbändern gefertigt. Die vordere ist flach, die hintere konkav, ähnlich wie beim Hohlschliff eines Schlittschuhs.

## Geschichte
Als Geburtsstunde des Velogemels wird der 1. April 1911 angegeben, als der Schreiner Christian Bühlmann (* 5. August 1872 in Beatenberg; † 19. Mai 1953) den Velogemel zum Patent anmeldete. Darin wird seine Erfindung als einspuriger, lenkbarer Sportschlitten bezeichnet. Der Velo-Schlitten konnte sich ausserhalb der Heimat des Erfinders nicht durchsetzen und ist noch heute ein Kuriosum des Berner Oberländer Dorfes Grindelwald. Im Gletscherdorf sind die Velogemel ein noch immer verbreitetes Fortbewegungsmittel. Das Gerät wird noch heute ausschliesslich in der gleichen Schreinerei hergestellt.
Seit 1996 wird jährlich in Grindelwald eine Weltmeisterschaft im Velogemel-Fahren ausgetragen.